# Wolbach
Wolbach – wieś w Stanach Zjednoczonych, w stanie Nebraska, w hrabstwie Greeley.